# 單斑無線鰨
單斑無線鰨為輻鰭魚綱鰈形目鰨亞目舌鰨科的其中一種，為溫帶海水魚，分布於西印度洋南非海域，棲息深度65-110公尺，體長可達5.5公分，棲息在底層水域，生活習性不明。

## 扩展阅读
維基物種上的相關：單斑無線鰨